# Denis Strelkov
Denis Sergeevič Strelkov (in russo Денис Сергеевич Стрелков?; 26 ottobre 1990) è un marciatore russo.

## Palmarès
| Anno | Manifestazione   | Sede     | Evento         | Risultato | Prestazione | Note                          |
| ---- | ---------------- | -------- | -------------- | --------- | ----------- | ----------------------------- |
| 2007 | Mondiali allievi | Ostrava  | Marcia 10000 m | 8º        | 44'34"66    |                               |
| 2009 | Europei juniores | Novi Sad | Marcia 10000 m | Argento   | 40'24"97    |                               |
| 2011 | Europei under 23 | Ostrava  | Marcia 20 km   | Argento   | 1h24'25"    |                               |
| 2013 | Universiadi      | Kazan'   | Marcia 20 km   | Bronzo    | 1h21'32"    |                               |
| 2013 | Mondiali         | Mosca    | Marcia 20 km   | 4º        | 1h22'06"    |                               |
| 2014 | Europei          | Zurigo   | Marcia 20 km   | Argento   | 1h19'46"    | Miglior prestazione personale |